# Unterer Schwarzhorn See
Unterer Schwarzhorn See är en sjö i Österrike.   Den ligger i förbundslandet Kärnten, i den centrala delen av landet, 270 km sydväst om huvudstaden Wien. Unterer Schwarzhorn See ligger 2 706 meter över havet.
Trakten runt Unterer Schwarzhorn See består i huvudsak av gräsmarker. Runt Unterer Schwarzhorn See är det ganska glesbefolkat, med 29 invånare per kvadratkilometer.